# Coleophora leuroses
Coleophora leuroses é uma espécie de mariposa do gênero Coleophora pertencente à família Coleophoridae.